# Orange fackellilja
Orange fackellilja (Kniphofia triangularis) är en art familjen afodillväxter från Sydafrika. Orange fackellilja odlas ibland som trädgårdsväxt i Sverige. 

## Synonymer
- Kniphofia macowanii Baker
- Kniphofia nelsonii Mast.
- Tritoma macowanii (Baker) Carrière